# John L. Sullivan
John Lawrence Sullivan (15. oktober 1858 i Roxbury, Boston, Massachusetts – 2. februar 1918) var en amerikansk bokser, født af irske immigranter. Han regnes som den første generelt anerkendte verdensmester i sværvægtsboksning. 
Dengang fandtes der ikke nogen officiel titel i boksning, men Sullivan betragtedes som mesteren efter at have besejret Paddy Ryan i Mississippi City 7. februar 1882. John L. Sullivan boksede i en tid, hvor der ikke blev bokset med handsker, og Sullivans VM-kampe blev således afviklet med de bare næver efter de med nutidens standarder barske London Prize Ring Rules, hvor kampe først var slut, når en bokser ikke længere kunne stå på benene ved egen hjælp. Sullivan opnåede at gennemføre den længste titelkamp i sværvægtboksningens historie, da han i 1889 besejrede udfordreren Jack Kilrain efter 75 omganges boksning. 
I den første VM-kamp i sværvægt, der blev afviklet efter Queensberryreglerne, der foreskrev boksehandsker, mødte John L. Sullivan som forsvarende verdensmester udfordreren James J. Corbett i en kamp den 7. september 1892 i New Orleans, Louisiana. John L. Sullivan tabte kampen på knockout til Corbett i 21. omgang. Corbett regnes således som den første verdensmester efter Queensberryreglerne. 
John L. Sullivan blev i 1990 optaget i International Boxing Hall of Fame. 